# Khunu Lama Tenzin Gyaltsen
Khunu Lama Tenzin Gyaltsen (Wyl. khu nu bla ma bstan 'dzin rgyal mtshan ; 1895–1977), connu aussi sous le nom de Tenzin Gyaltsen Negi, Khunu Rinpoché et Negi Lama, est né à la fin du XIXe siècle dans la région de Khunu de la vallée de Kinnaur en Inde. Il est renommé pour être un des professeurs influents du mouvement rimé (non sectaire) du bouddhisme tibétain. Grand érudit en sanskrit et en tibétain, Khunu Rinpoché a voyagé au Tibet et en Inde y disséminant des enseignements essentiels de la philosophie bouddhiste. Ses étudiants incluent le 14e dalaï lama et Ling Rinpoché. Parmi plusieurs enseignements reçus par le dalaï lama de Khunu Rinpoché, il y le célèbre Bodhicaryāvatāra de Shantideva. Son travail déterminant sur la Bodhicitta (l'esprit d'éveil) a été traduit et publié sous le titre Vast as the Heavens, Deep as the Sea: Verses in Praise of Bodhicitta par Wisdom Publications en 1999. 
Il est mort au monastère de Shashul, à Lahoul à l'âge de 82 ans le 23 février 1977. 
Deux réincarnations de Khunu Rinpoché ont été identifiées, toutes deux sont des professeurs dans la tradition bouddhiste :
- Jangchhub Nyima est né au Danemark d'une mère danoise et d'un père tibétain. Il enseigne actuellement en Inde et au Danemark.
- Tenzin Priyadarshi (en) est né dans une famille de brahmane dans le Bihar, en Inde. Il est connu pour son intérêt continue dans la littérature bouddhiste en sanscrit.